# 福地駿多朗
福地 駿多朗（ふくち　しゅんたろう、2006年7月18日 - ）は、東京都足立区出身の日本の柔道選手。階級は66kg級。

## 経歴
柔道は七段を有する父親の影響で、3歳の時に自宅の道場で始めた。修徳中学から修徳高校へ進むと、2年の時にインターハイ66㎏級決勝で佐賀商業高校2年の田中龍希を破って優勝した。全国高校選手権でも優勝した。3年の時には金鷲旗で3位になった。インターハイでは決勝で田中を破って2連覇を達成すると、全日本ジュニアでは決勝で天理大学2年の顕徳海利を破って優勝した。続く世界ジュニアでは決勝で顕徳と再戦して背負投で技ありを先取されるも、それがヘッドダイブとみなされたため、反則勝ちで優勝した。グランプリ・リンツでは決勝まで進むも、ブラジルのロナウド・リマに技ありで敗れて2位だった。2025年には筑波大学へ進学した。体重別では初戦で敗れた。
IJF世界ランキングは700ポイント獲得で66位(25/4/7現在)。

## 戦績
- 2023年 -　インターハイ　個人戦　優勝　団体戦　5位
- 2024年 -　全国高校選手権　優勝
- 2024年 -　インターハイ　優勝
- 2024年 -　金鷲旗 3位
- 2024年　- 全日本ジュニア　優勝
- 2024年 -　世界ジュニア　優勝
- 2024年 -　エクサンプロバンスジュニア国際　優勝
- 2025年 - グランプリ・リンツ　2位

(出典)